# Пісков Юрій Володимирович
Юрій Володимирович Пісков (рос. Юрий Владимирович Писков; нар. 12 жовтня 1961, Москва) – російський шахіст, гросмейстер від 1993 року.

## Шахова кар'єра
Перших значних успіхів почав досягати наприкінці 1980-х років. 1990 року переміг на турнірі за круговою системою в Мюнстері. У 1991 році поділив 1-ше місце (разом з Юрієм Дохояном) у Копенгагені (турнір Politiken Cup) і посів 4-те місце (позаду Нухима Рашковського, Влатко Богдановського і Бояном Кураїци) в Стар Дойрані. 1995 року поділив 2-ге місце в Бонні (турнір GSK, позаду Ігоря Глека, разом з Едвінсом Кеньгісом), а також у Белграді (турнір Trako, позаду Дмитра Комарова, разом із зокрема, Бранко Дамляновичем, Георгієм Тимошенком і Бела Бадя). 1996 року поділив 1-ше місце (разом із, зокрема, Олександром Войткевичем, Алоїзасом Квейнісом і Зігурдсом Ланкою) на турнірі за швейцарською системою в Регенсбурзі. Того ж року завершив професійну шахову кар'єру. У наступних роках дуже рідко брав участь у турнірах під егідою ФІДЕ.
Найвищий рейтинг Ело в кар'єрі мав станом на 1 липня 1993 року, досягнувши 2550 очок ділив то 22-25-те місце серед російських шахістів.